# Anton Pohlmann (Unternehmer)
Anton Pohlmann (* 12. Juli 1939 in Lohne) ist ein deutscher Unternehmer, der bis zu seinem Berufsverbot im Jahr 1996 in Deutschland tätig war und in der Zeit seiner Unternehmertätigkeit in Deutschland als der größte Eierlieferant Europas galt. Der gelernte Bäcker lebte in Neuenkirchen-Vörden im Landkreis Vechta, wo auch der Stammsitz seines 1968 gegründeten Unternehmens war.

## Frühe Aktivitäten (bis Mitte der 1980er Jahre)
Die Grundlagen der Massentierhaltung erlernte Anton Pohlmann in den USA.
Im Juli 1972 bezeichnete Der Spiegel Pohlmann in der Überschrift eines Artikels als „Eierboß“. Bundesdeutsche Bauernverbände hätten demnach das niedersächsische Landwirtschaftsministerium bedrängt, eine „Federvieh-Invasion“ zu verhindern. Pohlmann plane am Elbe-Seiten-Kanal, „mindestens zwei Millionen Tiere“ einzustallen. Das dafür erforderliche Gelände neben dem Kanal sei noch öffentliches Eigentum, das nicht an Pohlmann verkauft werden solle. Es drohe ein Verdrängungswettbewerb, da angesichts eines ohnehin schon hohen Eierangebots nur noch Großproduzenten wie Pohlmann mit den zu erwartenden niedrigen Eierpreisen wirtschaftlich überleben könnten.
Bereits in dem Film Und ewig stinken die Felder, Beobachtungen im Südoldenburgischen der ARD aus dem Jahre 1984 wurden die Praktiken Pohlmanns kritisiert. So wurden ihm enge, persönliche Beziehungen zur damals CDU-geführten Landespolitik nachgesagt, die ihn angeblich vor empfindlicheren Strafen schützten. Dennoch wurde er 1985 wegen der illegalen Fällung von 45 alten Eichen in einer Wallhecke beim Burgwald Dinklage wegen des Vergehens der gemeinschädlichen Sachbeschädigung verurteilt. Laut dem Film Und ewig stinken die Felder hatte er die 200 ha Land, die er kurz zuvor vom Grafen von Galen gekauft hatte, in einen mit großen Maschinen bearbeitbaren Maisacker verwandeln wollen. Der Film bescheinigte 1984 Pohlmann „amerikanischen Größenwahn“, dessen negative Folgen („Vieh frisst Mais, Mais frisst Gülle, Gülle und Mais fressen Landschaft.“) ihm gleichgültig seien.

## Aktivitäten bis zum Berufsverbot 1996 in Deutschland
Der Niederländische Justizombudsmann führt die Firma „Anton Pohlmann GmbH“ in einer Liste deutscher Firmen auf, die im Zeitraum von 1986 bis 1996 wegen Korruption auffällig wurden.
Wegen Verstoßes gegen das Lebensmittelrecht und ungenehmigter Tierhaltung wurden Anton Pohlmann mehrfach hohe Geldbußen auferlegt. Schließlich wurde er auch strafrechtlich verfolgt, nachdem durch Recherchen des Fernsehmagazins Panorama nachgewiesen werden konnte, dass in den Legebatterien Nikotin zur Schädlingsbekämpfung eingesetzt wurde. Dadurch sind Millionen Tiere verendet, Eier verseucht und ein Mitarbeiter schwer verletzt worden. Im September 1994 wurden in Gehrde 600.000 Legehennen mit Kohlendioxid getötet, da diese mit Salmonellen infiziert waren. Diese nun leerstehende Stallanlage wurde am 29. Juli 1995 von Tierschützern in Brand gesetzt. Zuvor waren in Ankum-Westerholte im Juni 1994 ebenfalls 80.000 mit Salmonellen infizierte Hühner, durch Abstellen der Lüftung und Einleiten von Kohlendioxid, getötet worden.
Am 1. Februar 1996 übernahm die „Deutsche Frühstücksei GmbH“ Pohlmanns Unternehmen. Im selben Jahr verurteilte das Landgericht Oldenburg den „Hühnerbaron“ wegen Tierquälerei und Verstoß gegen das Lebensmittelrecht zu zwei Jahren Freiheitsstrafe auf Bewährung sowie zu einer Geldbuße von insgesamt 3,1 Millionen DM. Außerdem verhängte es ein lebenslanges Verbot gewerblicher Tierhaltung gegen ihn.

## Rückzug aus Deutschland
Seitdem produziert er nicht mehr in Deutschland. Bereits 1982 hatte er in Croton (Ohio) seine erste Stallanlage in den Vereinigten Staaten von Amerika errichten lassen. Weitere Anlagen folgten, die in der Buckeye Egg Company zusammenschloss. Diese Farmen musst Pohlmann schließen. Die Gründe waren Falschdeklaration von schlechten Eiern, Fischsterben durch Hühnergülle in Flüssen, illegale Entsorgung von Hühnerkadavern, Grundwasser-Gefährdung durch Impfstoffe und lebensgefährliche Arbeitsbedingungen für Mitarbeiter.

## Zeit nach der EU-Osterweiterung (2004)
Mit dem Beitritt mehrerer ostmitteleuropäischer Staaten zur Europäischen Union im Jahr 2004 scheiterte Pohlmanns Versuch endgültig, den deutschen Eiermarkt von Tschechien oder Ungarn aus zu beliefern.

## Eierproduktion durch Stefan Pohlmann
Der Sohn Stefan Pohlmann wurde 2015 wegen des Bayern-Ei-Skandals verhaftet. Wegen einer Salmonellenvergiftung im Jahr 2014, bei der in fünf europäischen Ländern hunderte von Menschen erkrankten und zwei Männer starben, ermittelt die Staatsanwaltschaft in Regensburg. Stefan Pohlmann drohten bis zu 15 Jahre Haft. Am 16. März 2020 wurde er wegen fahrlässiger Körperverletzung und gewerbsmäßigen Betrugs zu einer Freiheitsstrafe von einem Jahr und neun Monaten auf Bewährung sowie rund zwei Millionen Euro Geldstrafe verurteilt.
Im Zuge der Veröffentlichung der Panama Papers im April 2016 wurde auch sein Name genannt. Der Bayerische Rundfunk berichtete in diesem Zusammenhang von Ermittlungen wegen Steuerhinterziehung.